# Hanne Skak Jensen
Hanne Skak Jensen (født 28. april 1986 i Skanderborg) er en dansk tidlligere professionel tennisspiller, der på sin karrieres højdepunkt var rangeret som nr. 2 i Danmark efter Caroline Wozniacki. Jensen indstillede karrieren i februar 2010.
Skak Jensen vandt i 2009 DM i både damesingle og damedouble (med Karina Jacobsgaard).